# Троице-Владимирский собор
Тро́ице-Влади́мирский собор — православный храм в Новосибирске. Принадлежит к Новосибирской епархии Русской Православной церкви. Является подворьем Михаило-Архангельского мужского монастыря в селе Козиха.
Строительство было начато в 1999 году. Храм вмещает 1500 человек, имеет два уровня (верхний главный храм во имя равноапостольного князя Владимира и нижний в честь Святой Троицы). Высота храма 60 метров (до верхней точки креста). Храм крестово-купольный, шестистолпный, трёхглавый с шестью престолами.

24 августа 2013 года Патриарх Московский и всея Руси Кирилл освятил Троицкий собор. Во время богослужения в храме, кроме священнослужителей, находилось множество светских людей. В том числе губернатор Новосибирской области Владимир Городецкий, бывший губернатор Василий Юрченко, председатель Законодательного собрания Новосибирской области И. Г. Мороз, председатель Синодального информационного отдела Владимир Легойда, военные и различные представители правоохранительных структур, благотворители и те, кто участвовал в строительстве храма.